# Nisha Kataria
Nisha Kataria (* 9. Mai 1986 in Ottawa, Kanada) ist eine US-amerikanische Pop-, Rock- und R&B-Musikerin.
Nisha Kataria ist die Tochter indischer Einwanderer. Ihr Name kommt vom indischen Nisha und bedeutet „Nacht“. Sie lebt seit ihrer frühen Kindheit in Phoenix (Arizona)/USA.

## Karriere
Nisha begann bereits mit im Alter von drei Jahren, Gesangsunterricht zu nehmen. Durch Auftritte bei Sport-Events und Veranstaltungen der indischen Gemeinschaft in den USA erlangte sie im Bundesstaat Arizona Bekanntheit.
Im Jahr 2003 wurde Nisha Kataria auf dem Messegelände der Arizona State Fair von Dieter Wiesner, dem Manager Michael Jacksons, entdeckt, als sie auf dem Weg zum Parkplatz spontan für ihre Familie sang. Jackson lud sie ein, für ihn auf seiner Neverland-Ranch zu singen. Jackson war von ihrer Stimme so fasziniert, dass er sie zum Vorsingen in sein Tonstudio einlud.
Nisha begann ihre Karriere 2005, als sie gemeinsam mit dem Produzenten Dieter Dierks mehrere Stücke für die Band Westlife aufnahm. 2006 war Nisha mit der irischen Band Westlife erstmals auf Tour in England. 2007 begann sie gemeinsam mit Dieter Dierks die Arbeit an ihrer Debütsingle „Hero“, die im Oktober desselben Jahres erschienen ist.

## Diskografie
- 2005: Don’t Cross That Line
- 2005: This Time
- 2005: Never Look Back
- 2007: Body on Fire
- 2007: Pain in My Soul
- 2007: Hero
- 2008: Earth Song
- 2008: Once Upon A Time